# Брук, Бэзил Стенлейк, 1-й виконт Брукборо
Бэзил Стэнлейк Брук, 1-й виконт Брукборо (англ. Basil Stanlake Brooke, 1st Viscount Brookeborough; 9 июня 1888 — 18 августа 1973) — ольстерский юнионистский политический деятель, занимавший пост премьер-министра Северной Ирландии в 1943—1963 годах. Он был известен как сэр Бэзил Брук, 5-й баронет, и как лорд Брукборо.

## Происхождение и образование
Бэзил Стэнлейк Брук родился 9 июня 1888 года в Коулбрук-Парке, родовом поместье его семьи в неоклассическом стиле (тогда) на территории поместья Коулбрук площадью в несколько тысяч акров, недалеко от Брукборо, деревни недалеко от Лиснаски в графстве Фермана, Ирландия. Старший сын сэра Артура Дугласа Брука, 4-го баронета (1865—1907), которому он наследовал как 5-й баронет после смерти своего отца в 1907 году. Его матерью была Гертруда Изабелла Бэтсон. Племянник фельдмаршала 1-го виконта Алланбрука, начальника Имперского генерального штаба во время Второй мировой войны, который был всего на пять лет старше его. Он получил образование в течение пяти лет в школе Святого Георгия в По, Франция, а затем в Винчестерском колледже (1901—1905).

## Военная карьера
После окончания Королевского военного колледжа в Сандхерсте молодой сэр Бэзил Брук, 5-й баронет, был зачислен в Королевские фузилеры в сентябре 1908 года в звании второго лейтенанта. В 1911 году он перешел в 10-й гусарский полк. За службу во время Первой мировой войны он был награжден Военным крестом и Военным крестом с пальмовой ветвью.
Брук был очень активным членом Ольстерской юнионистской партии и союзником Эдварда Карсона. Он основал собственную военизированную группу, Brooke’s Fermanagh Vigilance, из людей, вернувшихся с фронта в 1918 году. Хотя зонтичные Ольстерские добровольцы были неактивны во время войны, они не прекратили свое существование. Они возродились в 1920 году, поглотив такие группы, как группа Брука.
В 1920 году, достигнув чина капитана, Брук покинул британскую армию, чтобы заняться фермерством в поместье Колбрук, загородном поместье своей семьи в Брукборо на западе Ольстера, после чего он решил посвятить себя политической карьере.

## Политическая карьера
У Бэзила Брука была очень долгая политическая карьера. Когда он ушел с поста премьер-министра Северной Ирландии в марте 1963 года, он был самым долговременным премьер-министром Северной Ирландии, пробыв на своем посту всего два месяца без 20 лет. Он также установил рекорд Великобритании, непрерывно занимая государственную должность в течение 33 лет.
В 1921 году капитан Бэзил Брук был избран в Сенат Северной Ирландии, но он ушел в отставку в следующем году, чтобы стать комендантом полиции Ольстера в их борьбе против Ирландской республиканской армии (IRA). Он был создан командором Ордена Британской империи в 1921 году.
В 1929 году он был избран в Палату общин Северной Ирландии как депутат от Ольстерской юнионистской партии от округа Лиснаскеа графства Фермана. По словам Оксфордского национального биографического словаря, «его худое, жилистое тело с неизбежной сигаретой в руке и резкий, англизированный акцент стали отличительной чертой Стормонта на следующие сорок лет».
Бэзил Брук стал министром сельского хозяйства в 1933 году. Благодаря этому назначению он также получил звание тайного советника Северной Ирландии. Таким образом, с 1933 года и до получения звания пэра в 1952 году он был известен как капитан достопочтенный сэр Бэзил Брук, 5-й баронет, командор ордена Британской империи, кавалер Военного креста, член Тайного совета Северной Ирландии, член парламента. С 1941 по 1943 год он был министром торговли.
2 мая 1943 года он сменил Джона М. Эндрюса на посту премьер-министра.
В 1952 году Бэзил Брук, будучи премьер-министром, был возведен в звание пэра как виконт Брукборо, титул взят из деревни, названной в честь Бруков. Несмотря на звание пэра, он сохранил свое место в Палате общин в Стормонте и оставался премьер-министром еще десять лет.
В 1963 году, когда его здоровье ухудшилось, он ушел в отставку (в возрасте 75 лет) с поста премьер-министра. Но он оставался членом Палаты общин Северной Ирландии до парламентских выборов 1969 года, став Отцом Палаты в 1965 году. В последние годы своего пребывания в Парламенте Северной Ирландии он публично выступал против либеральной политики своего преемника Теренса О’Нила, который активно стремился улучшить отношения с Республикой Ирландия и пытался учесть некоторые недовольства католиков и удовлетворить многие требования Ассоциации гражданских прав Северной Ирландии.
Виконт Брукборо был известен своим небрежным стилем в отношении своих министерских обязанностей. Теренс О’Нил позже писал о нем: «он был хорошим собеседником и хорошим рассказчиком, и те, кто встречался с ним, представляли, что он отдыхает вдали от своего стола. Однако они не осознавали, что никакого стола не было».

## Поздняя жизнь и смерть
На пенсии виконт Брукборо развивал коммерческие интересы; как председатель Carreras (Северная Ирландия), директор Devenish Trade и президент Института директоров Северной Ирландии. Он также стал почетным доктором права Университета Королевы в Белфасте.
С 1970 по 1973 год, когда институт Стормонта оказался под самым большим давлением и в конечном итоге рухнул, Брукборо лишь изредка вторгался в политическую жизнь. В 1972 году он появился рядом с депутатом Биллом Крейгом на балконе здания парламента в Стормонте, крошечная фигура рядом с лидером Ulster Vanguard, который объединял правых юнионистов против правительства Северной Ирландии. Он выступил против Белой книги Вестминстера о будущем Северной Ирландии и вызвал некоторое смущение у своего сына, капитана Джона Брука, главного партийного организатора UUP и союзника Брайана Фолкнера, выступив против предложений министерства Фолкнера.
Лорд Брукборо умер в своем доме, Colebrooke Park, в поместье Colebrooke Estate, 18 августа 1973 года. Его останки были кремированы на кладбище Roselawn Cemetery, East Belfast, три дня спустя, и, в соответствии с его волей, его прах был развеян на территории вокруг его любимого Colebrooke Park.
Состояние виконта Брукборо было оценено в 406 591,83 фунта стерлингов
. Его единственный выживший сын, капитан достопочтенный Джон Уорден Брук, депутат парламента, унаследовал титул виконта.

## Личная жизнь
Бэзил Брук был дважды женат. 3 июня 1919 года в церкви Святого Георгия на Ганновер-сквер он женился первым браком на Синтии Мэри Сёрджисон (10 мая 1897 — 2 марта 1970), второй дочери капитана Чарльза Уордена Сёрджисона. Их семьи уже были близки из-за того, что сестра Сёрджисона была замужем за кузеном Брукборо. После свадьбы Бруксы переехали жить в Колбрук-парк. У них было трое сыновей, двое из которых погибли в бою во время Второй мировой войны.
Леди Брукборо умерла в 1970 году, а в 1971 году, в возрасте 83 лет, лорд Брукборо женился на Саре Эйлин Белл Калверт (? — 1989), дочери Генри Хили из Белфаста и вдове Сесила Армстронга Калверта, директора нейрохирургии в Королевской больнице Виктории в Белфасте. Сара Эйлин, виконтесса Брукборо, умерла в 1989 году.
В личной жизни Брукборо любил заниматься фермерством и получил за это множество наград. Он также любил стрельбу, рыбалку и гольф.
От первой жены у Брукборо были следующие дети:
- Лейтенант Бэзил Джулиан Дэвид Брук (18 апреля 1920 — март 1943), погиб в бою
- Капитан Джон Уорден Брук, 2-й виконт Брукборо (9 ноября 1922 — 5 марта 1987), второй сын и преемник отца.
- Лейтенант Генри Алан Брук (29 октября 1923 — апрель 1945), погиб в бою.

## Награды и знаки отличия
3 июня 1916 года он был награжден Военным крестом за «Выдающиеся заслуги на поле боя». В 1918 году он был награжден Военным крестом Франции.
Получив Орден Британской империи в 1921 году, Бэзил Брук 1 июля 1952 года получил титул виконта Брукборо из Колбрука, графство Фермана. Он был назначен кавалером Ордена Подвязки в 1965 году. Он занимал должность вице-адмирала Ольстера с 1961 по 1973 год. Он занимал должность лорда-лейтенанта графства Фермана и был хранителя рукописей (Custos Rotulorum) графства Фермана с 1963 по 1969 год.